# Blječeva
Blječeva är ett samhälle i Bosnien och Hercegovina.   Det ligger i entiteten Republika Srpska, i den östra delen av landet, 80 kilometer nordost om huvudstaden Sarajevo. Blječeva ligger 391 meter över havet och antalet invånare är 195.
Terrängen runt Blječeva är kuperad. Närmaste större samhälle är Milići, 13,7 kilometer väster om Blječeva. 
Omgivningarna runt Blječeva är en mosaik av jordbruksmark och naturlig växtlighet. Runt Blječeva är det ganska tätbefolkat, med 67 invånare per kvadratkilometer.